# Lista de deputados estaduais de Rondônia da 10.ª legislatura
Esta é a lista de deputados estaduais de Rondônia eleitos para a legislatura 2019–2023. Nas eleições estaduais em Rondônia em 2018, dia 7 de outubro de 2018, foram eleitos 24 deputados estaduais, destes metade foram reeleitos.

## Composição das bancadas
| Partido      | Líder                 | Bancada | Posição      |
| ------------ | --------------------- | ------- | ------------ |
| UNIÃO        | Adelino Follador      | 5 / 24  | Governo      |
| Republicanos | Pastor Alex Silva     | 3 / 24  | Governo      |
| PODE         | Dr. Neidson de Barros | 3 / 24  | Governo      |
| PSB          | Chiquinho da EMATER   | 3 / 24  | Independente |
| MDB          | Jean Oliveira         | 2 / 24  | Governo      |
| PSDB         | Sgt. Eyder Brasil     | 2 / 24  | Oposição     |
| PL           | Jean Mendonça         | 2 / 24  | Oposição     |
| PSD          | Laerte Gomes          | 1 / 24  | Oposição     |
| PSC          | Luizinho Goebel       | 1 / 24  | Governo      |
| Patriota     | Marcelo Cruz          | 1 / 24  | Governo      |
| Avante       | Jair Monte            | 1 / 24  | Governo      |

## Deputados Estaduais
| Nome                  | Partido      | Coligação                                              | Votos nominais    | Notas | Ref                        |
| --------------------- | ------------ | ------------------------------------------------------ | ----------------- | --- | -------------------------- |
| Lebrão                | UNIÃO        | Rondônia, Unidos Somos Fortes MDB - PV                 | 20.357 (2,49 %)   | Eleito pelo MDB. | [ 1 ]                      |
| Jean Oliveira         | MDB          | Rondônia, Unidos Somos Fortes MDB - PV                 | 17.823 (2,18%)    | | [ 1 ]                      |
| Luizinho Goebel       | PSC          | Rondônia, Unidos Somos Fortes MDB - PV                 | 16.999 (2,08%)    | Eleito pelo PV. | [ 1 ]                      |
| Laerte Gomes          | PSD          | Rondônia Quer Mais PSDB - DEM - PSD                    | 16.984 (2,08%)    | Eleito pelo PSDB. | [ 1 ]                      |
| Lazinho da Fetagro    | PSB          | Sem Medo de Ser Feliz PT - PSOL                        | 14.908 (1,82%)    | Eleito pelo PT. | [ 1 ] [ 28 ] [ 29 ]        |
| Alex Redano           | Republicanos | Rondônia Acima de Tudo PRB - PATRI                     | 13.233 (1,62%)    | O partido mudou de nome, se chamava PRB. | [ 1 ]                      |
| Cabo Jhony Paixão     | PSDB         | Rondônia Acima de Tudo PRB - PATRI                     | 12.981 (1,59%)    | Eleito pelo Republicanos. | [ 1 ]                      |
| Adelino Follador      | UNIÃO        | Rondônia Quer Mais PSDB - DEM - PSD                    | 12.890 (1,58%)    | Eleito pelo DEM. | [ 1 ]                      |
| Édson Martins         | MDB          | Rondônia, Unidos Somos Fortes MDB - PV                 | 11.687 (1,43% )   | | [ 1 ]                      |
| Ânderson Pereira      | Republicanos | Rondônia no Caminho do Progresso PHS - PROS            | 11.429 (1,40%)    | Eleito pelo PROS. | [ 1 ] [ 30 ] [ 31 ] [ 32 ] |
| Ezequiel Neiva        | UNIÃO        | Juntos por um Novo Tempo PP - PTB - PR - SOLIDARIEDADE | 11.257 (1,38% )   | Eleito pelo PTB. | [ 1 ]                      |
| Dr. Neidson           | PODE         | Por Amor a Rondônia PMN - PSC - PC do B                | 10.699 (1,31%)    | Eleito pelo PMN, que não atingiu a cláusula de barreira. | [ 1 ]                      |
| Cassia dos Muletas    | PODE         | PODE                                                   | 10.033 (1,23%)    | | [ 1 ]                      |
| Pastor Alex Silva     | Republicanos | Rondônia Acima de Tudo PRB - PATRI                     | 9.995 (1,22 %)    | O partido mudou de nome, se chamava PRB. | [ 1 ]                      |
| Cirone da Tozzo       | UNIÃO        | PODE                                                   | Eleito pelo PODE. | [ 1 ] |                            |
| Chiquinho da EMATER   | PSB          | PSB                                                    | 9.524 (1,16%)     | | [ 1 ]                      |
| Sargento Eyder Brasil | PSDB         | PSL                                                    | 9.076 (1,11%)     | Eleito pelo PSL. | [ 1 ]                      |
| Rosângela Donadon     | UNIÃO        | Juntos por um Novo Tempo Para Rondônia 3 PDT - PT**    | 9.053 (1,11%)     | Eleita pelo PDT. | [ 1 ] [ 33 ]               |
| Jean Mendonça         | PL           | PODE                                                   | 9.005 (1,10%)     | Eleito pelo PODE. Inicialmente fora rebaixado para suplente após um recurso de Geraldo da Rondônia (PSC), que no entanto teve o diploma cassado em agosto de 2021 por financiamento ilícito de campanha em 2018. Uma nova recontagem de votos o promoveu novamente à vaga em outubro do mesmo ano, substituindo Saulo Moreira (MDB). | [ 1 ]                      |
| Marcelo Cruz          | Patriota     | Juntos por um Novo Tempo PP - PTB - PR - SOLIDARIEDADE | 8.802 (1,08%)     | Eleito pelo PTB. | [ 1 ]                      |
| Ribamar Araújo        | PL           | Juntos por um Novo Tempo PP - PTB - PR - SOLIDARIEDADE | 8.724 (1,07%)     | 1º suplente de Aélcio da TV. | [ 1 ]                      |
| Ismael Crispin        | PSB          | PSB                                                    | 8.307 (1,02%)     | | [ 1 ]                      |
| Alan Queiroz          | PODE         | Rondônia Quer Mais PSDB - DEM - PSD                    | 7.265 (0,89%)     | 1º suplente de Adailton Furia, eleito pelo PSDB. | [ 1 ]                      |
| Jair Monte            | Avante       | Por Rondônia PTC - DC                                  | 6.567 (0,80%)     | Eleito pelo PTC, que não atingiu a cláusula de barreira. | [ 1 ]                      |

## Renúncias
| Nome           | Partido | Coligação                           | Votos nominais | Notas                              | Ref          |
| -------------- | ------- | ----------------------------------- | -------------- | ---------------------------------- | ------------ |
| Adailton Furia | PSD     | Rondônia Quer Mais PSDB - DEM - PSD | 12.859 (1,57%) | Eleito prefeito de Cacoal em 2020. | [ 1 ] [ 34 ] |

## Cassações
| Nome         | Partido | Coligação                                              | Votos nominais | Notas                                                                                | Ref          |
| ------------ | ------- | ------------------------------------------------------ | -------------- | ------------------------------------------------------------------------------------ | ------------ |
| Aélcio da TV | PP      | Juntos por um Novo Tempo PP - PTB - PR - SOLIDARIEDADE | 10.311 (1,26%) | Cassado por abuso de poder na utilização de emissoras de televisão em junho de 2021. | [ 1 ] [ 36 ] |